# Museu Dom João VI
O Museu Dom João VI é um museu de arte e história do Brasil, vinculado à Escola de Belas Artes da Universidade Federal do Rio de Janeiro. Está localizado na Ilha do Fundão, no Rio.

## Histórico
O Museu Dom João VI, apesar de fundado em 1979, materializando uma ideia lançada pelo professor Almir Paredes Cunha, tem uma história que remonta a 1808, quando Dom João VI chegou ao Brasil acompanhado da sua corte. Por decreto de 12 de agosto de 1816 o rei criou a Escola Real de Ciências, Artes e Ofícios, que se transformaria na Academia Imperial de Belas Artes, passando a reunir um acervo de obras recolhidas por Joachim Lebreton, líder da Missão Francesa, outras que vieram das coleções régias e outras, a parte principal, produzidas por alunos e professores nos longos anos de atividade da academia.
Na República a Academia passou a se chamar Escola Nacional de Belas Artes, transferindo-se para uma sede nova, onde hoje funciona o Museu Nacional de Belas Artes. Com a criação deste Museu em 1937, o grande acervo reunido até ali pela Academia  Imperial e pela Escola Nacional foi entregue aos cuidados do novo museu, que começou a funcionar no mesmo prédio. Ao mesmo tempo em que as aulas da Escola continuavam a acontecer no quarto andar no edifício, sua gerência passava contudo para a Universidade do Rio de Janeiro.
Nas décadas seguintes alguns cursos foram sendo progressivamente transferidos para outros locais, e em 1975 a Escola Nacional abandonou definitivamente o prédio histórico e instalou-se em um edifício próprio na Ilha do Fundão, um projeto moderno de Jorge Moreira, e ali permanece funcionando até a atualidade. Em 1979 o conjunto de obras de arte que a Escola ainda mantinha em seu poder foi organizado sob o nome de Museu Dom João VI.
Entre 1994 e 1998 foi desenvolvido um projeto sob amparo do CNPq para sistematização de todo o acervo e criação de um inventário unificado, e a partir de 2005 um outro projeto, de revitalização do Museu, patrocinado pela Petrobrás, possibilitou a ampliação do Banco de Dados Informatizados e a sua inserção no site do Museu; a publicação de um novo catálogo impresso; a higienização de todo o acervo e a reestruturação da Reserva Técnica.

## O acervo
O acervo reunido pela Academia no século XIX contava com um significativo grupo de obras, e ao longo do século XX a coleção foi muito ampliada. Os dois setores principais da coleção são o Acervo Didático e a Coleção Ferreira das Neves. O Museu possui ainda uma rica biblioteca com obras raras, um arquivo documental que registra toda a história administrativa da instituição, com livros de matrícula, atas e correspondência.

### Acervo Didático

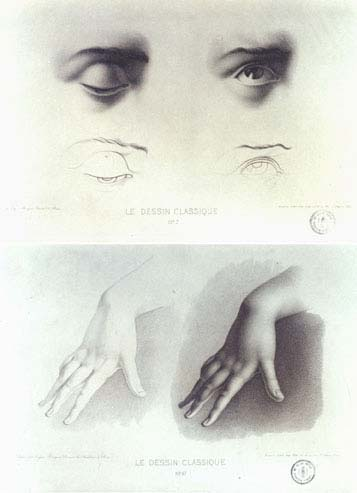
Eugène Bourgeois: Estudo de olhos e mãos, gravura, século XIX

Em sua maioria as obras foram produzidas por alunos nas aulas ou como envios dos bolsistas que estudavam na Europa. Incluem-se obras finalizadas, peças de prova e esboços, estudos de anatomia e modelo vivo e cópias de obras célebres em vários materiais. Também fazem parte modelos tridimensionais de partes do corpo e de elementos arquitetônicos, fotografias de modelos vivos e outros materiais didáticos. Parte do grupo é de obras criadas por professores, seja como demonstração aos alunos, seja como peças de prova para admissão a alguma cátedra.
O Acervo Didático é importante por ilustrar todo o processo de ensino acadêmico no Brasil ao longo de mais de cem anos da história, e é em especial significativo quando lembramos que a Academia foi por um bom tempo a única instituição superior de ensino artístico no Brasil, e em sua longa e frutífera trajetória foi uma influência decisiva para o desenvolvimento de todas as artes brasileiras, posição que só começou a perder com o surgimento de outros estabelecimentos de ensino superior de arte pelo país a partir das primeiras décadas do século XX.
Dos itens desta seção podemos destacar as peças de prova de João Zeferino da Costa e Pedro Américo, respectivamente Moisés recebendo as tábuas da lei e Sócrates afastando Alcebíades do vício, a obra Tarquínio e Lucrécia de Victor Meirelles, remetido da Europa enquanto bolsista, e o Estudo de Nu com o qual Eliseu Visconti venceu o primeiro concurso da República para o Prêmio de Viagem à Europa. Outras muito interessantes são as gravuras com estudos de olhos e mãos de Eugène Bourgeois, e uma cópia do Laocoonte de Alexis François Girard. Documentos visuais de expedições científicas — especialmente do século XIX — também fazem parte do acervo.

### Coleção Ferreira das Neves
Esta coleção foi doada à Escola Nacional em 1947 e tem um perfil eclético, sendo o resultado do colecionismo privado do engenheiro Jerônimo Ferreira das Neves Sobrinho. É composta de pinturas, esculturas, gravuras, tecidos, móveis, imaginária, porcelanas, prataria, numismática e livros raros, em sua maioria de origem européia. Dentre este grupo heterogêneo há peças preciosas, como um tríptico representando São Paulo, Santo Estêvão e São Bartolomeu do século XVI, uma Madonna com o Menino e São João Batista, em cerâmica esmaltada e policroma do atelier de Luca della Robbia, e uma pintura flamenga da Deposição da cruz atribuída a Quentin Metsys.

## Outras obras

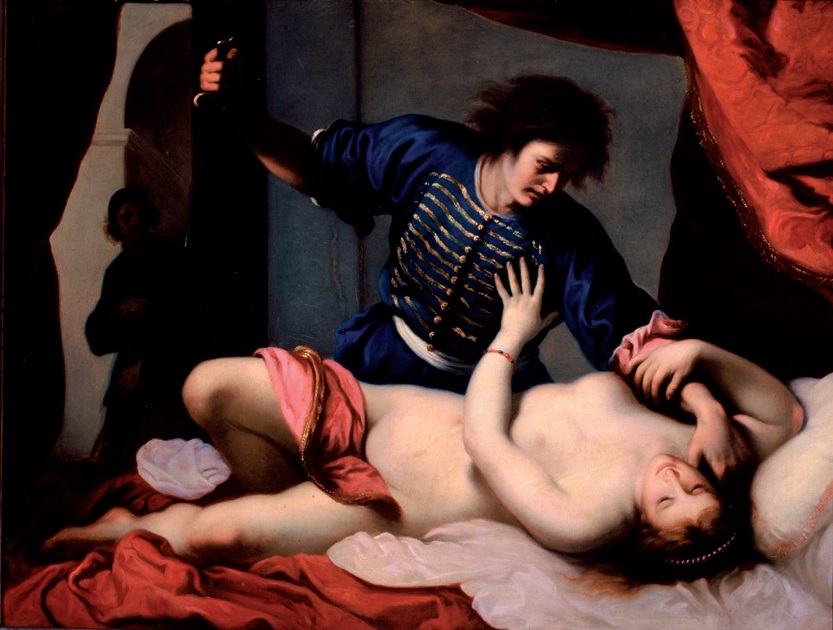
Victor Meireles: Tarquínio e Lucrécia, década de 1850. Envio de Pensionista na Europa. Cópia de original de Guido Cagnacci
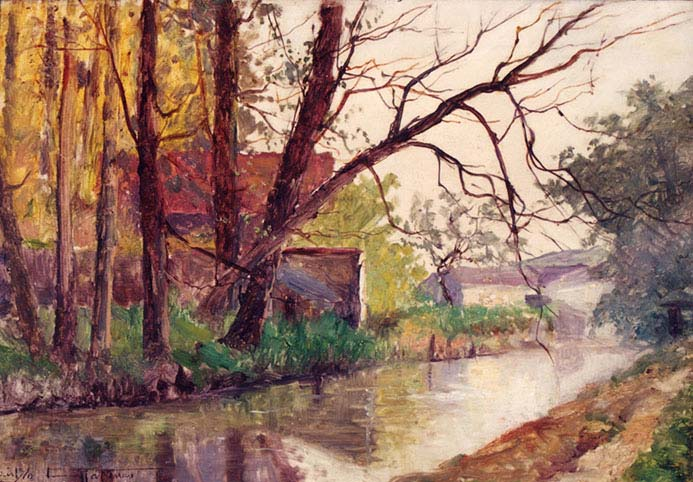
Antônio Parreiras: Paisagem, 1910
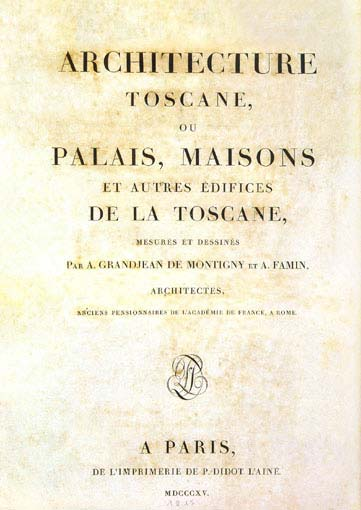
Grandjean de Montigny e A. Famin: Architecture Toscane, ou Palais, Maisons et Autres Édifices de la Toscane, Mésurés et Dessinés Par A. Grandjean de Montigny et A. Famin, 1815. Acervo de obras raras da biblioteca
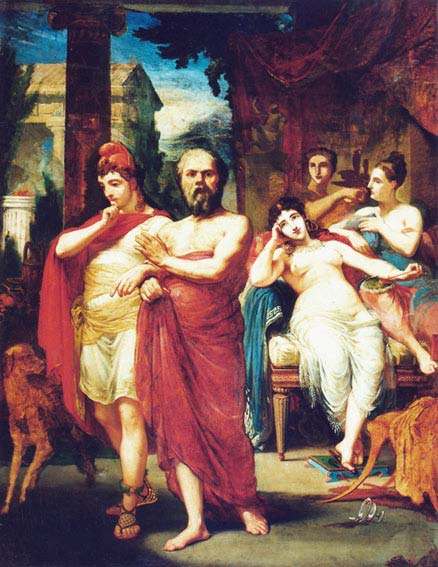
Pedro Américo: Sócrates afastando Alcebíades do vício, 1861. Prova de Concurso de Magistério para a AIBA
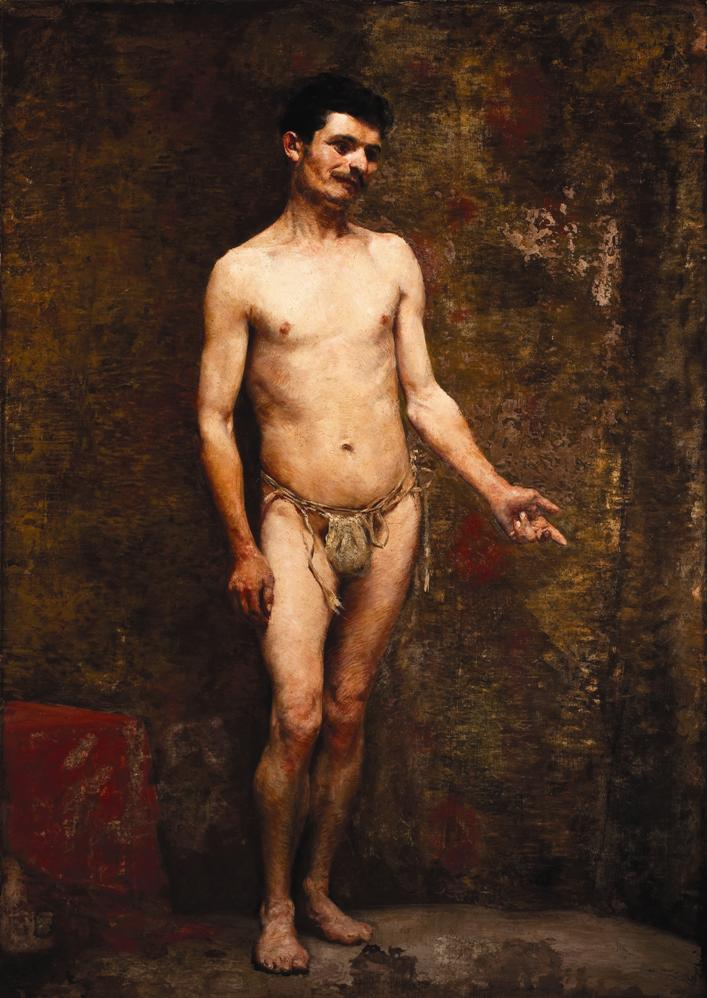
Eliseu Visconti - Nu masculino - Vencedor da prova do 1º concurso para prêmio de viagem da República - 1892